# Lighean

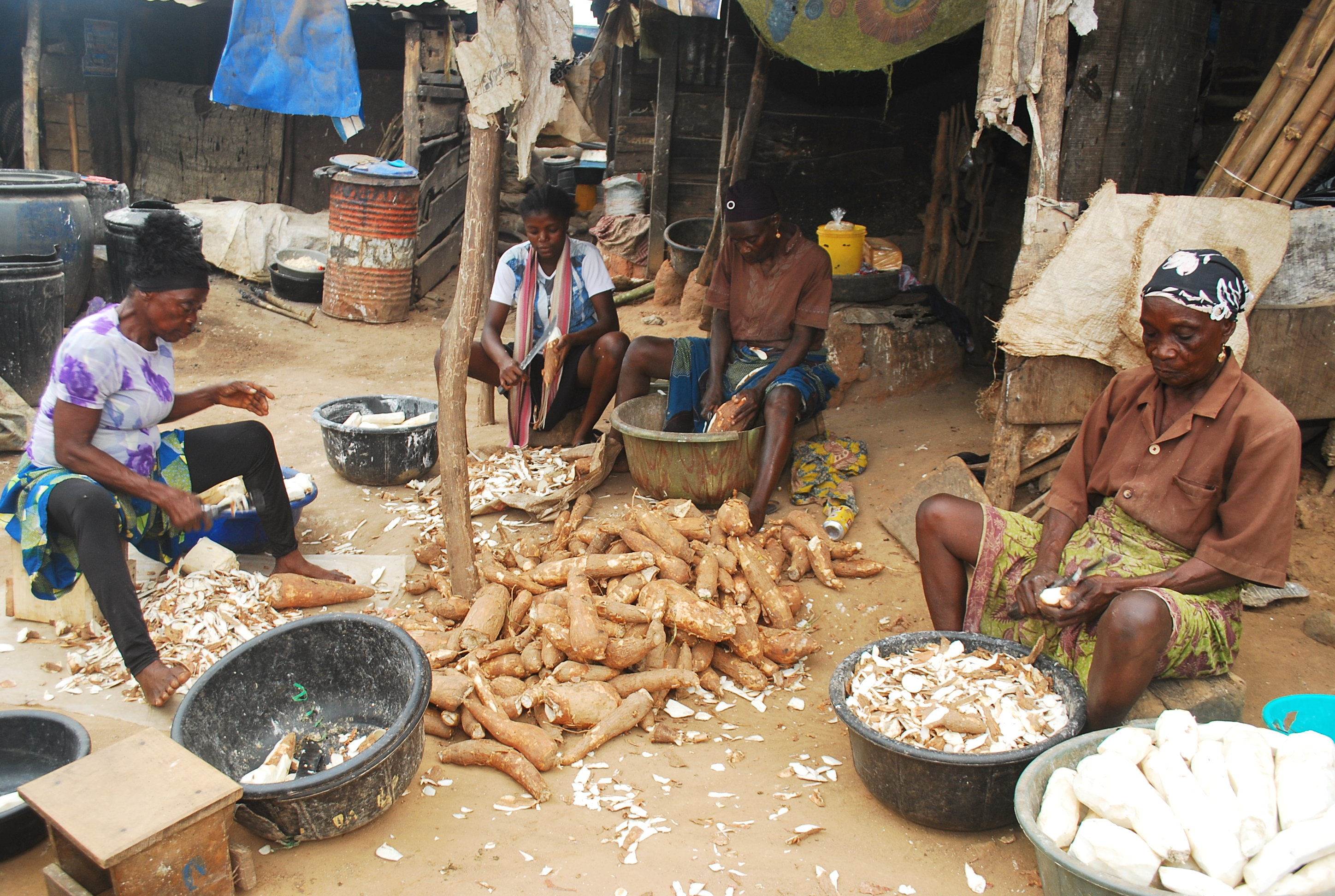
Lighenele se pot observa pe pământ, la picioarele persoanelor, având diferite obiecte în ele.

Ligheanul este un obiect de uz gospodăresc care poate fi realizat din plastic, metal, porțelan, ori alte materiale maleabile. Poate avea formă pătrată, dreptunghiulară, ovală sau rotundă. Se utilizează pentru a spăla rufe, obiecte, ori pentru a realiza diverse preparate. De asemenea, se pot pune la depozitat în acestea legume, fructe, semințe și multe altele. Este ușor de utilizat, poate avea diferite mărimi și se găsește sub o varietate mare de culori, în special la cele realizate din plastic.